# FIBA Asia Champions Cup 2009
La FIBA Asia Champions Cup 2009 è stata la ventesima edizione della massima competizione continentale per club di basket dell'Asia organizzata dalla FIBA Asia, la FIBA Asia Champions Cup. 
Il torneo, a cui hanno preso parte 10 squadre provenienti da altrettante nazioni, si è svolto in Indonesia dal 12 al 18 maggio 2009, presso il Kelapa Gading Sport Mall di Jakarta dove si sono giocate tutte le partite.

## Squadre Qualificate
Dieci squadre, provenienti dalle varie sottozone della FIBA Asia, si affrontarono nella competizione.
| Asia Centrale | Asia Orientale | Golfo Persico | Asia Meridionale | Sud-East asiatico     | Asia Occidentale |
| ------------- | -------------- | ------------- | ---------------- | --------------------- | ---------------- |
|               | Sangmu Phoenix | Al Wasl       | Young Cagers     | Satria Muda Pertamina | Mahram Tehran    |
|               |                | Al-Arabi Doha |                  | Smart Gilas           | Al-Riyadi Beirut |
|               |                | Al-Qadisiya   |                  |                       | Zain Club        |

## Fase a gironi
Tutte le partite si sono giocate secondo l'orario locale (UTC+3)

### Gruppo A
| Squadra          | Par | V | S | PF  | PS  | DP   | Pun |
| ---------------- | --- | - | - | --- | --- | ---- | --- |
| Mahram Tehran    | 4   | 4 | 0 | 395 | 284 | +111 | 8   |
| Smart Gilas      | 4   | 3 | 1 | 366 | 353 | +13  | 7   |
| Al-Riyadi Beirut | 4   | 2 | 2 | 331 | 342 | −11  | 6   |
| Sangmu Phoenix   | 4   | 1 | 3 | 287 | 343 | −56  | 5   |
| Al-Qadisiya      | 4   | 0 | 4 | 317 | 374 | −57  | 4   |

### Gruppo B
| Squadra               | Par | V | S | PF  | PS  | DP  | Pun | Tie-break |
| --------------------- | --- | - | - | --- | --- | --- | --- | --------- |
| Zain Club             | 4   | 4 | 0 | 352 | 257 | +95 | 8   |           |
| Satria Muda Pertamina | 4   | 2 | 2 | 312 | 303 | +9  | 6   | 1–0       |
| Al-Arabi Doha         | 4   | 2 | 2 | 324 | 320 | +4  | 6   | 0–1       |
| Young Cagers          | 4   | 1 | 3 | 263 | 333 | −70 | 5   | 1–0       |
| Al Wasl               | 4   | 1 | 3 | 303 | 341 | −38 | 5   | 0–1       |

## Fase Finale

### Tabellone principale
|  | Quarti di finale 17 Maggio | Quarti di finale 17 Maggio | Quarti di finale 17 Maggio |           |                  | Semifinali 19 Maggio | Semifinali 19 Maggio | Semifinali 19 Maggio |  |  | Finale 20 Maggio | Finale 20 Maggio | Finale 20 Maggio |
|  |                            |                            |                            |           |                  |                      |                      |                      |  |  |                  |                  |                  |
|  | B4                         | Young Cagers               | 73                         |           |                  |                      |                      |                      |  |  |                  |                  |                  |
|  | A1                         | Mahram Tehran              | 97                         |           |                  |                      |                      |                      |  |  |                  |                  |                  |
|  | A1                         | Mahram Tehran              | 97                         |           | A1               | Mahram Tehran        | 109                  |                      |  |  |                  |                  |                  |
|  |                            |                            |                            |           | A1               | Mahram Tehran        | 109                  |                      |  |  |                  |                  |                  |
|  |                            | A3                         | Al-Riyadi Beirut           | 80        |                  |                      |                      |                      |  |  |                  |                  |                  |
|  | A3                         | A3                         | Al-Riyadi Beirut           | 80        | Al-Riyadi Beirut | 86                   |                      |                      |  |  |                  |                  |                  |
|  | A3                         |                            |                            |           | Al-Riyadi Beirut | 86                   |                      |                      |  |  |                  |                  |                  |
|  | B2                         | Satria Muda Pertamina      | 69                         |           |                  |                      |                      |                      |  |  |                  |                  |                  |
|  |                            |                            |                            |           |                  |                      |                      |                      |  |  | A1               | Mahram Tehran    | 78               |
|  |                            |                            | B1                         | Zain Club | 68               |                      |                      |                      |  |  |                  |                  |                  |
|  | A4                         | Sangmu Phoenix             | 70                         |           |                  |                      |                      |                      |  |  |                  |                  |                  |
|  | B1                         | Zain Club                  | 89                         |           |                  |                      |                      |                      |  |  |                  |                  |                  |
|  | B1                         | Zain Club                  | 89                         |           | B1               | Zain Club            | 113                  |                      |  |  |                  |                  |                  |
|  |                            |                            |                            |           | B1               | Zain Club            | 113                  |                      |  |  |                  |                  |                  |
|  |                            | B3                         | Al-Arabi Doha              | 57        |                  |                      |                      |                      |  |  |                  |                  |                  |
|  | B3                         | B3                         | Al-Arabi Doha              | 57        | Al-Arabi Doha    | 76                   |                      |                      |  |  |                  |                  |                  |
|  | B3                         |                            |                            |           | Al-Arabi Doha    | 76                   |                      |                      |  |  |                  |                  |                  |
|  | A2                         | Smart Gilas                | 71                         |           |                  |                      |                      |                      |  |  |                  |                  |                  |

### Tabellone 5º- 8º posto
|  | Semifinali 19 Maggio  | Semifinali 19 Maggio  | Semifinali 19 Maggio |                  |                       | Finale 5º posto 20 Maggio | Finale 5º posto 20 Maggio | Finale 5º posto 20 Maggio |  |
|  |                       |                       |                      |                  |                       |                           |                           |                           |  |
|  | Young Cagers          | Young Cagers          | 61                   |                  |                       |                           |                           |                           |  |
|  | Young Cagers          | Young Cagers          | 61                   |                  |                       |                           |                           |                           |  |
|  | Satria Muda Pertamina | Satria Muda Pertamina | 83                   |                  |                       |                           |                           |                           |  |
|  | Satria Muda Pertamina | Satria Muda Pertamina | 83                   |                  | Satria Muda Pertamina | Satria Muda Pertamina     | 107                       |                           |  |
|  |                       |                       |                      |                  | Satria Muda Pertamina | Satria Muda Pertamina     | 107                       |                           |  |
|  |                       |                       | Smart Gilas (OT)     | Smart Gilas (OT) | 112                   |                           |                           |                           |  |
|  | Sangmu Phoenix        | Sangmu Phoenix        | Smart Gilas (OT)     | Smart Gilas (OT) | 112                   | 78                        |                           |                           |  |
|  | Sangmu Phoenix        | Sangmu Phoenix        |                      |                  |                       | 78                        |                           |                           |  |
|  | Smart Gilas           | Smart Gilas           | 98                   |                  |                       | Finale 7º posto 20 Maggio | Finale 7º posto 20 Maggio | Finale 7º posto 20 Maggio |  |
|  | Smart Gilas           | Smart Gilas           | 98                   |                  |                       |                           |                           |                           |  |
|  |                       |                       |                      |                  |                       |                           |                           |                           |  |
|  |                       |                       |                      |                  |                       | Young Cagers              | Young Cagers              | 61                        |  |
|  |                       |                       |                      |                  |                       | Young Cagers              | Young Cagers              | 61                        |  |
|  |                       |                       |                      |                  |                       | Sangmu Phoenix            | Sangmu Phoenix            | 72                        |  |

### Finale Terzo posto
| Jakarta 20 maggio 2009, ore 18:00 UTC+7 Finale Terzo posto                                                                               | Al-Riyadi Beirut | 94 – 81 (26-12, 58-34, 75-62) referto | Al-Arabi Doha | Kelapa Gading Sport Mall |
| \| \| \| \| \| Charles 24 \| Punti \| 20 Hargrow \| \| Beshara 7 \| Assist \| 8 Hargrow \| \| Charles 17 \| Rimbalzi \| 15 Abdelqader \| |                  |                                       |               |                          |
| |                  |                                       |               |                          |
| Charles 24 | Punti            | 20 Hargrow                            |               |                          |
| Beshara 7 | Assist           | 8 Hargrow                             |               |                          |
| Charles 17 | Rimbalzi         | 15 Abdelqader                         |               |                          |

### Finale
| Jakarta 20 maggio 2009, ore 20:00 UTC+7 Finale                                                                                                   | Mahram Tehran | 78 – 68 (22-19, 35-33, 53-49) referto | Zain Club | Kelapa Gading Sport Mall |
| \| \| \| \| \| Vroman 19 \| Punti \| 22 Idais \| \| Kamrani, Vroman 3 \| Assist \| 7 Daghles \| \| Vroman, Nikkhah 10 \| Rimbalzi \| 12 Riley \| |               |                                       |           |                          |
| |               |                                       |           |                          |
| Vroman 19 | Punti         | 22 Idais                              |           |                          |
| Kamrani, Vroman 3 | Assist        | 7 Daghles                             |           |                          |
| Vroman, Nikkhah 10 | Rimbalzi      | 12 Riley                              |           |                          |

| FIBA Asia Champions Cup 2009 |
| ---------------------------- |
| Mahram Tehran 1º Titolo      |

## Classifica finale
| Posizione                        | Squadra               | Record |
| -------------------------------- | --------------------- | ------ |
|                                  | Mahram Tehran         | 7–0    |
|                                  | Zain Club             | 6–1    |
|                                  | Al-Riyadi Beirut      | 4–3    |
| 4°                               | Al-Arabi Doha         | 3–4    |
| 5°                               | Smart Gilas           | 5–2    |
| 6°                               | Satria Muda Pertamina | 3–4    |
| 7°                               | Sangmu Phoenix        | 2–5    |
| 8°                               | Young Cagers          | 1–6    |
| Non qualificate alla Fase Finale |                       |        |
|                                  | Al Wasl               | 1–3    |
|                                  | Al-Qadisiya           | 0–4    |